# Czyniący cuda
Czyniący cuda lub Ojciec Chrzestny z Kantonu (oryg. tytuł Ji ji) – hongkońska komedia kryminalna z elementami sztuk walk z 1989 roku w reżyserii Jackiego Chana.
Film jest nową wersją Arystokracji podziemi z 1961 roku, przedstawia historię wieśniaka, który uratował szefa mafii, a wkrótce sam stał się przywódcą gangu.
W 1990 roku film zdobył nagrodę podczas dziewiątej edycji Hong Kong Film Awards w kategorii Best Action Choreography, a aktorzy Jackie Chan, Eddie Ma i Peter Cheung zostali nominowani do nagrody w kategorii odpowiednio Best Actor, Best Art Direction, Best Film Editing.

## Obsada
Źródło: Filmweb

- Jackie Chan – Cheng Wah Kuo
- Bill Tung – Tung
- Wu Ma – wuj Hai
- Chun Hiang Ko – tygrys
- Ah Lei Gua – madam Kao
- Anita Mui – Luming Yang
- Ricky Hui – mężczyzna
- Dick Wei – tygrys
- Tien Feng – Elder Ku
- Po Tai – Thug
- Wai Shum – człowiek tygrysa
- John Shum – reporter 4
- Siu-Tin Lei – przestępca w komisariacie policji
- Hoi Sang Lee – Thug
- Siu-Ming Lau – szef Ho
- Billy Lau – Tong
- Benny Lai – mężczyzna
- Alvina Kong – Foxy
- Kara Hui
- Ngai Hong – przyjaciel Mr. Ku
- Hark-On Fung – Thug
- Michael Chow Man-Kin – Dai Jek Dung
- Billy Chow – Thug
- Chor Yuen – dygnitarz
- Jacky Cheung – Bespectacled Clerk
- Chen Jing – Party Guest
- Lawrence Cheng – reporter 3
- Anthony Chan – reporter 2
- Kenny Bee – reporter 1
- Fong Liu – Snake Ming
- Ken Lo – Thug
- Lo Lieh – Fei
- Ray Lui – Lu
- Mars – policjant
- Anders Nelson – dygnitarz
- Richard Ng – kapitan Ho
- Louis Roth – dygnitarz
- Yuen Biao – kamea
- Gloria Yip – Belle
- Amy Yip – Party Guest
- Simon Yam – policjant
- Fung Woo – kierownik hotelu
- Melvin Wong – radny Kinga
- Wong Jim – przyjaciel Mr. Ku
- Paul Wei Ping-ao